# 北名古屋市立師勝小学校
北名古屋市立師勝小学校（きたなごやしりつしかつしょうがっこう）は、愛知県北名古屋市にある公立小学校。

## 概要
- 旧・西春日井郡師勝町の中心地にある小学校であり、校区は鹿田院田前、鹿田院田屋敷、鹿田丹波屋敷（一部）、鹿田東蒲屋敷、鹿田西蒲屋敷、鹿田南蒲屋敷、鹿田北蒲屋敷、鹿田国門地、鹿田合田（一部）、鹿田新宮境内附、鹿田永塚（一部）、鹿田西赤土、鹿田東村前、熊之庄江川、熊之庄御榊、熊之庄八幡、熊之庄屋形、六ツ師道毛（一部）、六ツ師松葉（一部）、片場大石、片場郷、片場新町、片場白山、片場都、片場六所、高田寺西の門（一部）、高田寺屋敷（一部）、井瀬木赤土、井瀬木居屋敷、井瀬木鴨、井瀬木五反地、井瀬木高畑（一部）、能田である[1]。

## 沿革
師勝小学校は1907年（明治40年）3月に創立である。ここではそれ以前についても記述する。
- 1873年（明治6年）
  - （時期不明） - 鹿田村に時習学校が開校。鹿田村、高田寺村、井瀬木村、二子村、久地野村、能田村、片場村の児童が通学する。仁昌寺[注釈 1]を仮校舎とする。
  - （時期不明） - 六ツ師村に六師熊ノ庄学校が開校。六ツ師村と熊之庄村の児童が通学する。長栄寺[注釈 2]を仮校舎とする。
  - 9月18日 - 時習学校から和楽学校が分立する。時習学校の校区は鹿田村のみとなり、鹿田学校の通称で呼ばれる。
- 1876年（明治9年）
  - （時期不明） - 六ツ師村と熊之庄村で組合を設立。六師熊ノ庄学校は閃明学校となる。校舎は 六ツ師村の長栄寺と熊之庄村の長岳院[注釈 3]で1か月毎に交代とする。
  - 12月 - 和楽学校が高田学校に改称する。
- 1880年（明治13年） - 六ツ師村と熊之庄村の組合を解消。六ツ師村の六ツ師学校と熊之庄村の熊之庄学校に分立する。
- 1884年（明治17年） - 高田学校が訓原学校に改称する。
- 1887年（明治20年）4月 - 時習学校が廃校。朝日村、九之坪村、鹿田村で三村組合立小学校を九之坪村に開校。
- 1889年（明治22年）10月1日 -
  - 高田寺村、井瀬木村、二子村、久地野村、能田村、片場村が合併し、訓原村が発足。
  - 九之坪村、加島新田が合併し、九ノ坪村が発足。
- 1890年（明治23年）4月 - 旧・朝日村、九之坪村、鹿田村の三村組合立が解散。鹿田村は単独で鹿田尋常小学校を開校。
- 1892年（明治25年）
  - 4月8日 - 訓原学校が高田尋常小学校に改称する。同時期に熊之庄学校が熊之庄尋常小学校、六ツ師学校が六ツ師尋常小学校に改称する。
  - 10月8日 - 六ツ師村に西春日井郡北部高等小学校が開校。
- 1893年（明治26年） - 熊之庄尋常小学校が日光寺[注釈 4]境内に校舎を新築し、移転。
- 1902年（明治35年）2月 - 鹿田尋常小学校の校舎が火災により全焼する（後に再建）。
- 1906年（明治39年）7月16日 - 鹿田村、六ツ師村、訓原村、熊之庄村が合併し、師勝村が発足。
- 1907年（明治40年）3月23日 - 鹿田尋常小学校、六ツ師尋常小学校、熊之庄尋常小学校、高田尋常小学校を統合し、師勝尋常小学校が開校。統合校舎は無く、旧・鹿田尋常小学校は鹿田仮教場、旧・六ツ師尋常小学校は六ツ師仮教場、旧・熊之庄尋常小学校は熊之庄仮教場、旧・高田尋常小学校は訓原仮教場となる。
- 1908年（明治41年）
  - 3月26日 - 西春日井郡北部高等小学校が廃校。師勝尋常小学校に高等科を設置し、師勝尋常高等小学校に改称する。
  - 8月 - 現在地に統合校舎が完成する。
- 1912年（大正元年）9月22日 - 暴風雨により校舎が全壊する。
- 1913年（大正2年）5月9日 - 校舎を再建する。
- 1918年（大正7年）5月30日 - 農業補習学校を併設する。
- 1919年（大正8年）2月3日 - 校舎を増築する。
- 1920年（大正9年）
  - 4月 - 訓原仮教場を廃止する。
  - 10月29日 - 校舎を増築する。
- 1921年（大正10年）4月 - 鹿田仮教場、六ツ師仮教場、熊之庄仮教場を廃止する。
- 1926年（大正15年）
  - 4月20日 - 師勝青年訓練所を併設する。
  - 9月21日 - 校舎を増築する。
- 1934年（昭和9年）11月3日 - 講堂、特別教室を新築する。
- 1935年（昭和10年）4月1日 - 師勝青年学校を併設する。
- 1941年（昭和16年）4月1日 - 師勝国民学校に改称する。
- 1943年（昭和18年）10月1日 - 校舎を増築する。
- 1944年（昭和19年）5月1日 - 西春村、師勝村、豊山村、楠村、山田村の青年学校を統合し、組合立西春日井郡中部青年学校となる。中部青年学校の校舎は西春日井郡師勝村大字井瀬木字赤土370[注釈 5]に新築する。
- 1947年（昭和22年）4月1日 - 師勝村立師勝小学校に改称する。
- 1951年（昭和26年）3月5日 - 校舎の一部を使用し、師勝保育園を設置する。
- 1954年（昭和29年）9月18日 - 新校舎が完成する。
- 1956年（昭和31年）11月13日 - 師勝保育園が移転する。
- 1958年（昭和33年）10月31日 - 師勝村立師勝中学校の校舎を移築する。
- 1961年（昭和36年）4月1日 - 師勝村が町制施行し、師勝町となる。同時に師勝町立師勝小学校に改称する。
- 1971年（昭和46年）4月 - 師勝町立師勝南小学校を分離する。
- 1973年（昭和48年）4月 - 師勝町立師勝北小学校を分離する。
- 1974年（昭和49年）4月 - 師勝町立師勝東小学校を分離する。
- 1980年（昭和55年）4月 - 師勝町立師勝西小学校を分離する。
- 2006年（平成18年）3月20日 - 師勝町、西春町が合併し、北名古屋市が発足。同時に北名古屋市立師勝小学校に改称する。

## 交通アクセス
- 名鉄犬山線西春駅下車、徒歩約15分。

## 周辺施設
- 北名古屋市役所東庁舎
- 北名古屋市立師勝中学校
- 北名古屋市立訓原中学校
- 北名古屋市立師勝東小学校
- 北名古屋市立師勝南小学校
- 北名古屋市立師勝西小学校
- 名古屋芸術大学東キャンパス
- 名鉄犬山線西春駅